# Opus mixtum

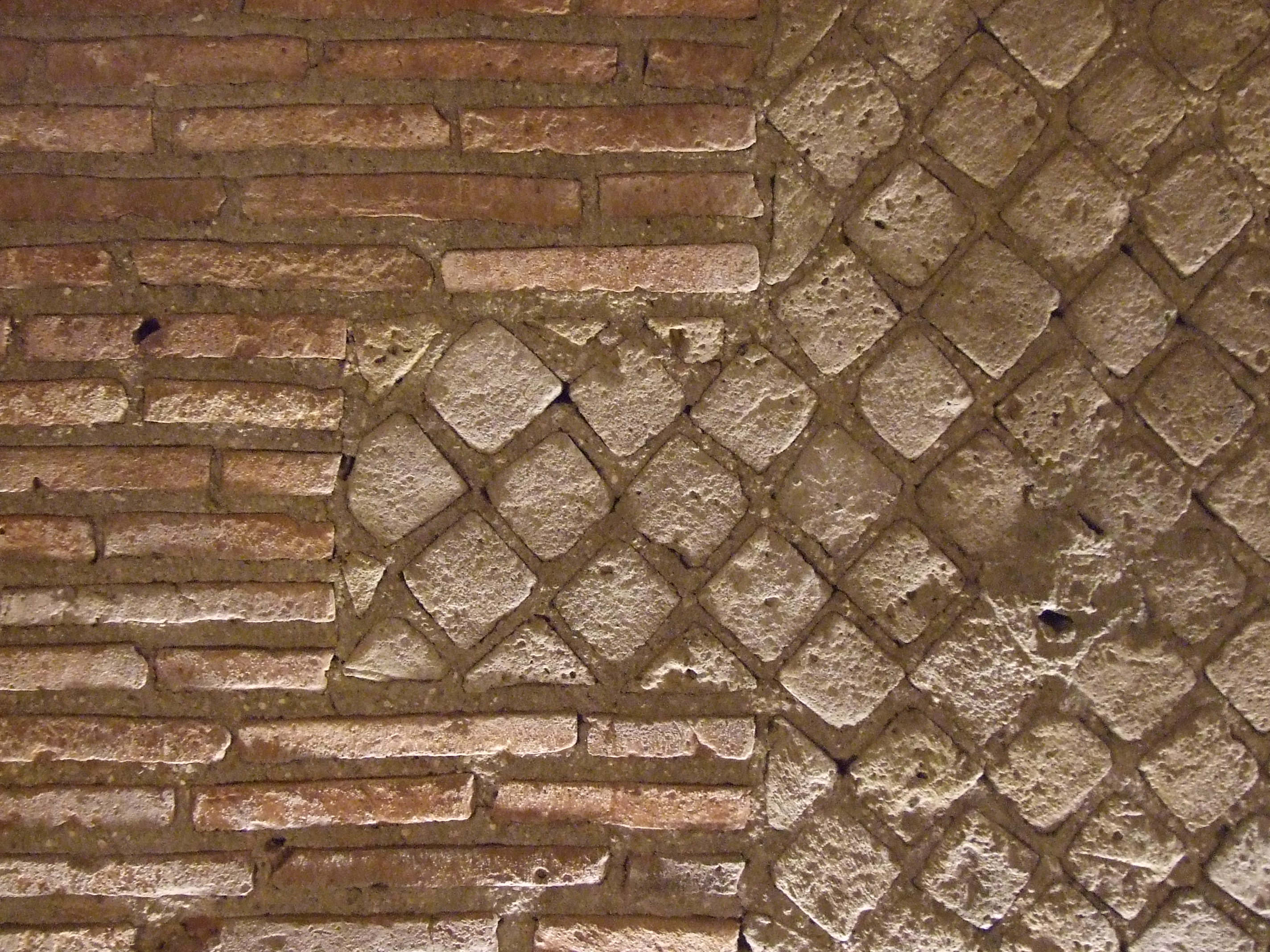
Exemplo de opus mixtum compreendendo opus reticulatum delimitado por opus latericium no teatro romano, Nápoles, Itália

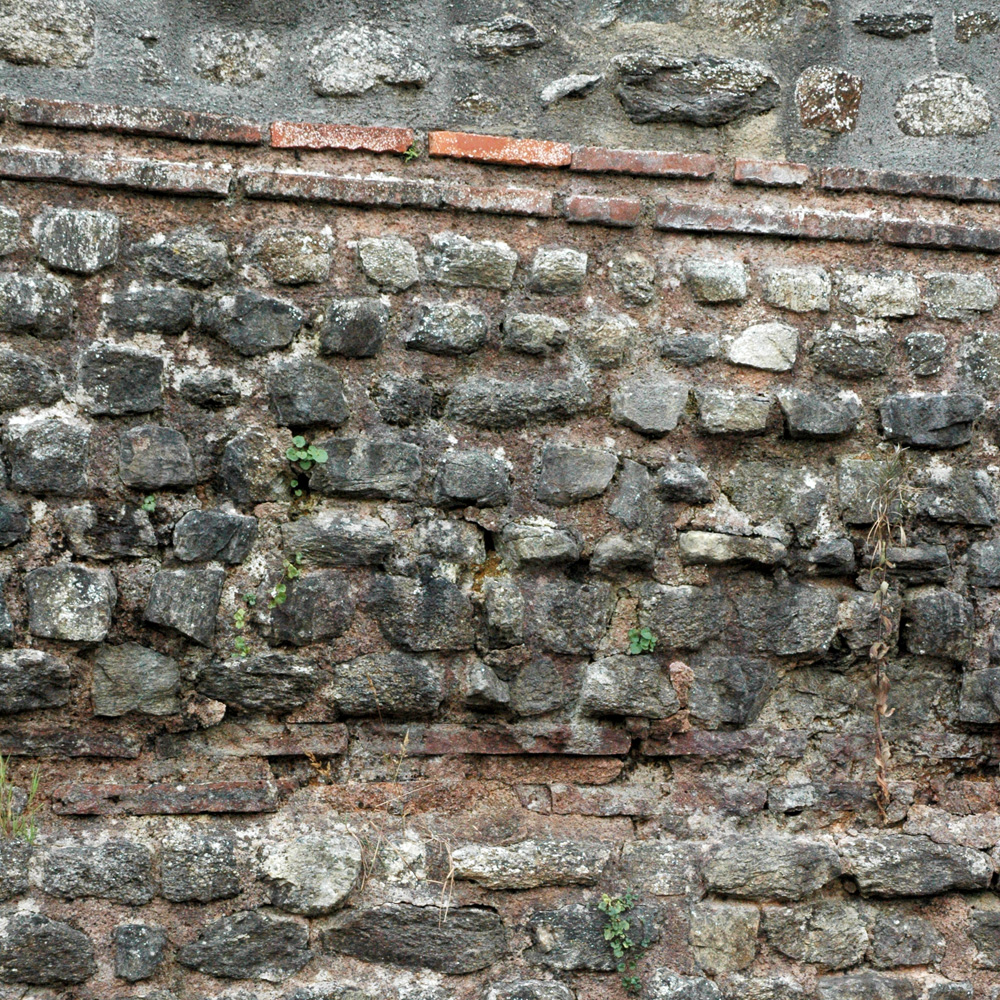
Exemplo de opus mixtum na substrução do Castelo de Brest, França

Opus mixtum (português: "obra mista"), ou opus vagecum e opus compositum, era uma antiga técnica de construção romana. Pode consistir em uma mistura de opus reticulatum e nos ângulos e nas laterais de opus latericium . Também pode consistir em opus vittatum e opus testaceum. Opus mixtum também foi usado entre os séculos IV e VI d.C.